# 車頓咸足球會
車頓咸足球會（英語：Cheltenham Town Football Club，发音为/ˈtʃɛltnəm_ˈtaʊn/）是英格蘭西南部格洛斯特郡爾騰納（Cheltenham）的職業足球隊，成立於1892年，主場為華頓路球場（Whaddon Road），現時在英格蘭足球聯賽系統第五級的英格蘭足球議會全國聯賽作賽。

## 大事紀年
| 年 份   | 事 項 |
| ------- | --- |
| 1935-36 | 加入南部聯賽西部分區，同時於中央分區作賽                                                                           |
| 1955-56 | 南部聯賽亞軍 |
| 1963-64 | 南部甲組聯賽季軍，升級南部超聯組                                                                                   |
| 1969    | 南部超級聯賽排第十九位，降級南部甲組                                                                               |
| 1976-77 | 南部北區甲組聯賽亞軍，升級南部超聯組                                                                               |
| 1979-80 | 南部聯賽重組，將超聯組分開成為南部組及中部組，被置於中部組                                                         |
| 1982-83 | 南部聯賽中部組冠軍，升級再次成立的超聯組                                                                           |
| 1984-85 | 南部聯賽超聯組冠軍                                                                                                 |
| 1985-86 | 參加「聯盟超級聯賽」（Alliance Premier League）                                                                                           |
| 1986-87 | 聯盟超級聯賽更名「議會聯賽」（Conference）                                                                                   |
| 1992    | 議會聯賽排第廿一位，降級南部聯賽超聯組                                                                             |
| 1992-93 | 南部聯賽超聯組亞軍                                                                                                 |
| 1993-94 | 南部聯賽超聯組亞軍                                                                                                 |
| 1994-95 | 南部聯賽超聯組亞軍                                                                                                 |
| 1996-97 | 南部聯賽超聯組亞軍                                                                                                 |
| 1997-98 | 再次加入議會聯賽；溫布萊決賽2-0擊敗，足總錦標冠軍；議會聯賽亞軍                                                    |
| 1998-99 | 足總錦標晉級準決賽；議會聯賽冠軍，升級丙組聯賽〈IV〉                                                               |
| 2001-02 | 丙組聯賽〈IV〉排第四位，附加賽準決賽兩回合累計2-2，十二碼5-4擊敗哈特普爾，千禧球場決賽3-1擊敗，升級乙組聯賽〈III〉 |
| 2003    | 乙組聯賽〈III〉排第廿一位，降級丙組聯賽〈IV〉                                                                      |
| 2004-05 | 丙組聯賽〈IV〉更名「英乙聯賽」                                                                                     |
| 2005-06 | 英乙聯賽排第五位，附加賽準決賽兩回合累計2-1擊敗，千禧球場決賽1-0擊敗，升級英甲聯賽                                 |
| 2008-09 | 英甲聯賽排第廿三位，降級英乙聯賽                                                                                   |
| 2011-12 | 英乙聯賽排第六位，附加賽準決賽兩回合累計4-1擊敗，溫布萊決賽0-2負於克魯                                             |
| 2012-13 | 英乙聯賽排第五位，附加賽準決賽兩回合累計0-2負於                                                                    |
| 2014-15 | 英乙聯賽排第廿三位，降班議會全國聯                                                                                 |

資料來源：球會歷史資料庫 （页面存档备份，存于）

## 主場球場

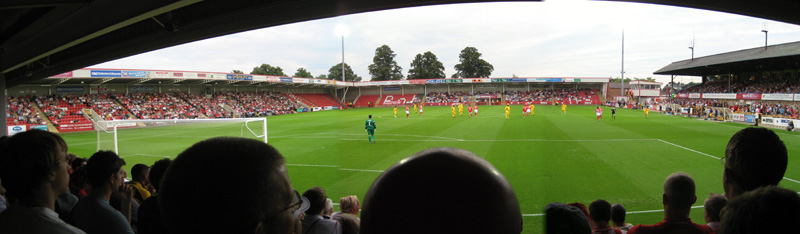
華頓路球場

華頓路球場（Whaddon Road）位於英格蘭西南部格洛斯特郡爾騰納（Cheltenham）的足球運動場，是車頓咸足球會的主場球場，自2010年開始與告士打城（Gloucester City）共用球場。
華頓路總容量為7,066人，混合坐席和階梯立席。直至2009年4月前球場的官方名稱為「勝利體育場」（Victory Sports Ground）， 其後才因獲得冠名贊助而稱為「艾比商業球場」（Abbey Business Stadium）。

## 敵對球隊
現時雖然相隔數級聯賽，車頓咸的傳統敵對球隊是格鲁斯特城（Gloucester City），於球隊在非聯賽時期已開始支持的球迷均仇視「老虎」，認同為頭號敵人。但敵對情況於球隊升級後逐漸消退，大部分現時的球迷甚至未見過兩隊的對戰。
基於兩隊相距達34英哩，部分球迷不認為京達米士特是「真正」的打吡對手，但兩隊球迷之間積怨甚深，兩隊對賽的場合需要動用較正常為多的警力，用以控制雙方球迷激烈的情緒。

### 本地
- 布里斯托流浪
- 格鲁斯特城（英语：Gloucester City A.F.C.）（Gloucester City）
- 牛津聯
- 格林森林流浪

## 球會榮譽
- 足總錦標 冠軍：1998年
- 乙級聯賽附加賽 冠軍：2006年
- 丙組〈IV〉附加賽 冠軍：2002年

車頓咸舊會徽

- 足協全國聯賽 冠軍：1999年；亞軍：1998年
- 南部聯賽 冠軍：1985年；亞軍：1956年、1993年、1994年、1995年、1997年
- 南部聯賽中部組 冠軍：1983年
- 南部聯賽北區甲組 亞軍：1977年